# Porto Pí-fyrtårnet
Porto Pí-fyrtårnet er et af de ældste fyrtårne i verden, der fortsat er i brug, og et historisk monument. Det blev taget i brug i 1617 og er beliggende på havnen i Palma de Mallorca på den baleariske ø Mallorca.